# 縱橫二千集團

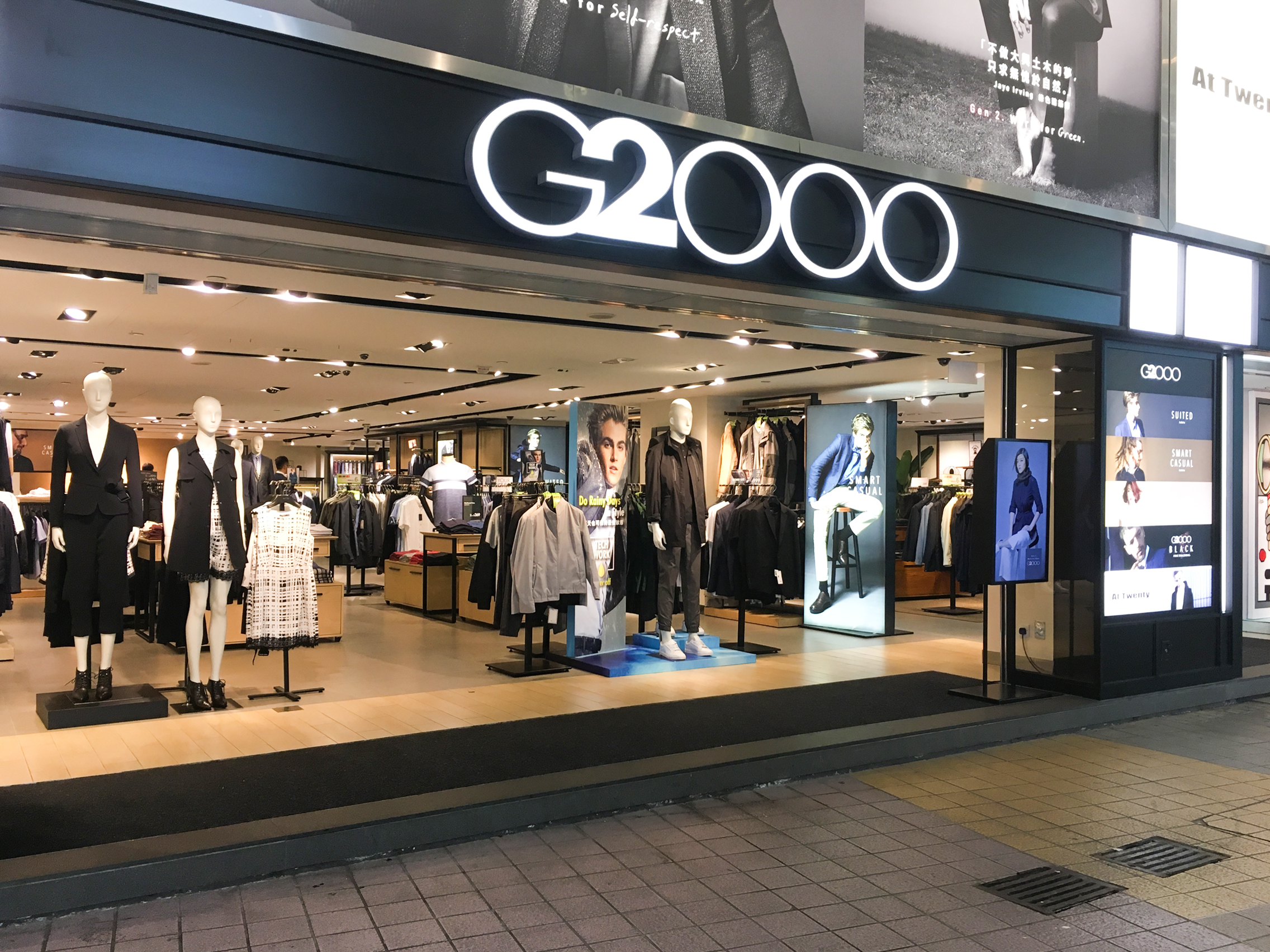
香港銅鑼灣分店

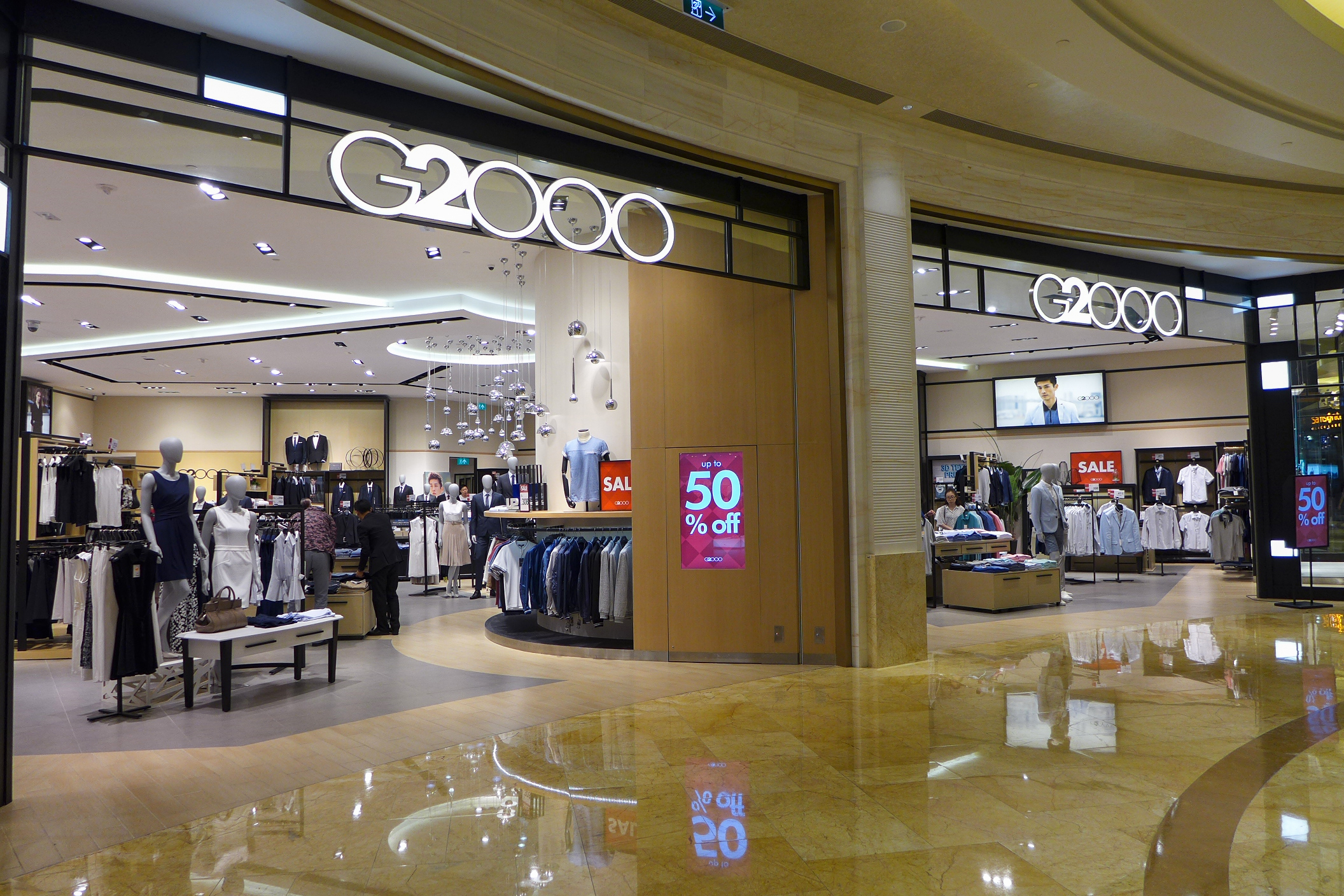
澳門金沙城中心分店

縱橫二千集團（英語：Generation 2000）是香港的一個連鎖時尚服裝品牌，由田北辰家族經營，旗下品牌包括G2000、G2000 BLACK、At Twenty及U2。

## 業務
G2000的產品包括成衣、鞋、帽、手袋、襪、圍巾、領帶等。時裝店遍及香港、澳門、中國大陸、台灣、馬來西亞、新加坡等地。
2020年8月，G2000海港城分店因欠租多月，被執達吏接管。

## 軼事
在中國大陸，經杭州市中級人民法院判定，縱橫二千集團的“G2000”商标是侵權商標，受害人是一位大陸個體戶趙華，他持有的商标为「2000」。 雖然，早於1992年，G2000已經在國家工商總局申請註冊第二十五类（服装、鞋、帽）“G2000”的商標；但杭州市中級人民法院判決裁定，縱橫二千集團（G2000）商标侵權，需支付人民幣1200多万元補償予此位趙姓個體戶。

## 外部連結
- 官方网站